# Jürgen Croy
Jürgen Croy (Zwickau, 19 d'octubre de 1946) és un exfutbolista de la RDA de la dècada de 1970.

## Trajectòria esportiva
Croy passà tota la seva trajectòria de club al BSG Sachsenring Zwickau, on guanyà la Copa de la RDA dels anys 1967 i 1975. Disputà 372 partits a la primera divisió. Debutà amb la selecció de la RDA el maig de 1967 davant Suècia (1-0). Fou el porter titular de la selecció durant el Mundial de 1974. Dos anys més tard guanyà la medalla d'or als Jocs Olímpics. En total jugà 86 partits amb la selecció, el darrer en una victòria per 5-0 sobre Cuba el maig de 1981. Fou escollit futbolista de l'any de la República Democràtica Alemanya els anys 1972, 1976 i 1978.